# Farlie-Morgensternfamilie
De Farlie-Morgernsternfamilie is een familie van tweedimensionale verdelingsfuncties, voortgebracht door twee eendimensionale verdelingsfuncties.

## Definitie
Laat {\displaystyle F} en {\displaystyle G} twee eendimensionale verdelingsfuncties zijn. De Farlie-Morgensternfunctie is een tweedimensionale verdelingsfunctie van stochastische variabelen {\displaystyle X} en {\displaystyle Y} die wordt gedefinieerd als
{\displaystyle P(X\leq x,Y\leq y)=H(x,y)=F(x)G(y)(1+\alpha \left(1-F(x))(1-G(y))\right)}
waarin {\displaystyle \alpha } een parameter is waarvoor moet gelden {\displaystyle |a|\leq 1}.

## Eigenschappen
De marginale verdelingsfuncties {\displaystyle F_{X}} van {\displaystyle X} en {\displaystyle F_{Y}} van {\displaystyle Y} zijn juist respectievelijk {\displaystyle F} en {\displaystyle G}:
{\displaystyle F_{X}(x)=\lim _{y\to \infty }H(x,y)=F(x)},
{\displaystyle F_{Y}(y)=\lim _{y\to \infty }H(x,y)=G(y)}.
Voor {\displaystyle \alpha =0} geldt {\displaystyle H(x,y)=F(x)G(y)}, en dan zijn {\displaystyle X} en {\displaystyle Y} onafhankelijk.
Als men voor {\displaystyle F(x)} en {\displaystyle G(y)} uniforme verdelingen neemt, is {\displaystyle H(x,y)} een copula.